# Chiesa di San Rocco (Cuneo)
La chiesa di San Rocco è un luogo di culto cattolico situata a San Rocco Castagnaretta, frazione di Cuneo in Piemonte; è stata eretta a parrocchia nel 1633 da Carlo Antonio Ripa, vescovo di Mondovì.

## Storia
Nel 1630, dopo la grave peste che aveva decimato la popolazione, fu costruita la chiesa che venne dedicata a San Rocco, patrono degli appestati. Il primo parroco fu Giacomo Riberi da Entracque che nel 1632, mentre la chiesa era ancora in costruzione, celebrò le prime funzioni eucaristiche. Nel 1633 venne inaugurata la chiesa dal vescovo di Mondovì che la eresse a parrocchia. Malgrado il territorio, per la sua posizione geografica, fosse più volte durante i secoli luogo di scontri bellici, l'edificio non subì gravi danni.
Nel 1937, con la posa della prima pietra, iniziò la costruzione di una chiesa più grande, su progetto dell'ingegner Antonio Toselli di Cuneo. I lavori, interrotti durante la guerra, terminarono vent'anni dopo. Il campanile fu eretto successivamente, su progetto dell'ingegner Renzo Toselli, figlio del progettista della chiesa. Il 19 agosto 1956 la chiesa venne benedetta da monsignor Golè.